# Mellaertsvijvers

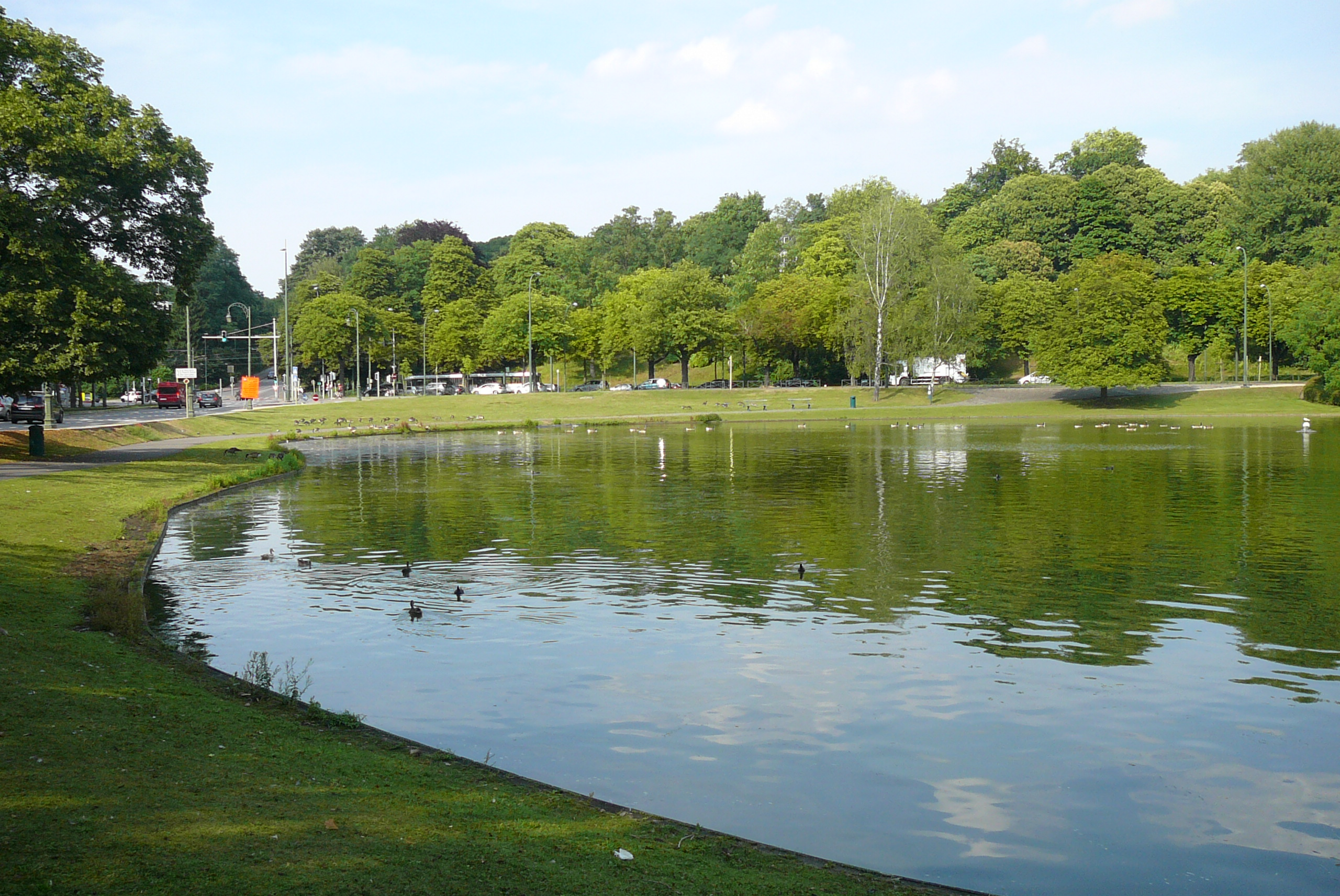
Mellaertsvijvers, kant Sint-Pieters-Woluwe

De Mellaertsvijvers (Frans: Étangs Mellaerts) vormen een park in de Brusselse gemeenten Sint-Pieters-Woluwe en Oudergem.

## Geschiedenis
In 1883 werden een aantal akkers en weilanden in de nabijheid van de Woluwe aangekocht door handelaar François Mellaerts. In 1898, toen het Woluwepark ontstond en de Tervurenlaan werd aangelegd, vond een gebiedsruil plaats waarbij Mellaerts zijn domein afstond aan het Woluwepark en daarvoor in de plaats een domein kreeg met een tweetal vijvers. Het domein moest worden opengesteld en Mellaerts baatte er een restaurant uit en organiseerde kanotochtjes. Tussen 1901 en 1910 werd de Vorstlaan aangelegd waardoor het vijverdomein afgescheiden werd van het Woluwepark.

## Gebied
De vijvers worden gevoed door enkele bronnetjes. Tot de planten die er groeien behoren: bosanemoon, daslook, ruig klokje, rapunzelklokje, groot heksenkruid, gevlekte aronskelk en slanke sleutelbloem.